# De Agri Cultura
«De Agri Cultura» (з лат. — «Про землеробство» або «Землеробство») — найраніший з прозаїчних творів латинською мовою, що дійшли до наших днів. Час створення та авторство трактату дотепер однозначно не визначено, проте більшість дослідників схильна приписувати твір Марку Порцію Катону Старшому, а часом створення вважається 154 до Р.Х.

## Роль агрономії в житті Катона
Сам Катон по своєму походженню був дуже тісно повʼязаний саме з агрономічним середовищем та в молодості й сам працював у дрібному господарстві.  Ще й сам він був народжений у плебейській родині та, що володіла невеликою часткою землі в околицях Риму.

Про велику обізнаність Марка Порція Катона  у питаннях, повʼязаних з землеробством та, взагалі, історією , зазначає відомий давньоримський історик Корнелій Непот у роботі «Життєписи видатних античних полководців» так : 
"У будь-якій справі він [Катон] виявляв виняткову запопадливість, так що був і вмілим землеробом, і досвідченим правознавцем, і великим полководцем, і відмінним оратором, і найнаполегливішим письменником." 
Він, на відміну від тодішніх авторів, відобразив не рабовласницьку систему ведення сільського господарства, а саме селянське дрібне господарство та його особливості. Катон підсумував сільськогосподарський досвід, що накопичувався попередніми поколіннями, тобто поколіннями дрібних вільних землеробів. Цей сільськогосподарський досвід, складений в умовах невеликої частки землі, обробленої, як правило, самим же володарем та його сімʼєю, починає проходити цікаву трансформацію, попадаючи в інший соціальний та економічний стан - в рабовласницьке господарство, що розвивалось та зростало.

Про те як Марк Порцій Катон підходив до написання цього агрономічного трактату цікаво зауважує у своїх «Порівняльних життєписах» відомий давньогрецький історик Плутарх:
«Землеробству він [Катон] у молоді роки присвячував себе за потребою (він каже, що в той час у нього було тільки два джерела доходу — землеробство і ощадливість), а пізніше сільські роботи доставляли йому приємне проведення часу, так само як і їжу для роздумів. Він написав книгу про землеробство, де згадав навіть про те, як пекти коржі і зберігати плоди, прагнучи в будь-якому занятті бути самобутнім і перевершувати інших».  

## Теорії про походження трактату
Існують різні теорії про походження трактату :
Так, деякі вчені заявляють, що до нас дійшов текст вже виправлений пізнішими редакціями та вставками, і це пояснює його безсистемність. Безладний стиль та непослідовну розповідь можливо розуміти як наслідок часу, в якому жив Катон, де «більше запамʼятовувалось, ніж записувалось»
Інші допускають думку, що першопочатковий текст взагалі був втрачений, і те, що дійшло до нас, є своєрідним збірником окремих цитат Катона за цією тематикою.
Частіше працю Катона характеризують як «записну книжку фермера», написану «випадковим чином»; важко думати про це як про літературу. Здається, що книга — не більше, ніж посібник із господарювання, призначений для друзів і сусідів. Однак його прямий стиль був відзначений іншими стародавніми авторами, такими як Авл Гелій, як «сильний і енергійний» у контексті надзвичайної простоти. 

## Опис
Катон був сам землевласником і господарем і написав свій трактат так гарно, як тільки могла писати людина, яка добре знала сільське господарство у 2 ст. до Р.Х. Недарма його улюбленим висловом було: "Rem tene verba sequentur" - "знай діло, слова прийдуть самі".
Трактат Катона має подвійний інтерес. Це стародавнє літературне джерело дозволяє досліднику вивчити техніку давньоримської агрікультури та організацію управління маєтком; Поряд з цим "Землеробство" розкриває соціальні взаємини в рабовласницькому господарстві, взаємини землероба з збіднілими сусідами - селянами та представниками Риму: від великого землевласника до дрібних підприємців, які орендують виноградники та олійні сади. Зрозуміло, керівництво Катона звернено не до світу рабів, а до світу власників, і присвячене воно питанням дохідності маєтку, завданням підвищення його рентабельності та раціональної організації праці рабів з метою максимальної експлуатації їхньої робочої сили. Тобто, головним досягненням "De Agri Cultura" є зображення сільського життя часів Римської республіки.

## Зміст
«De Agri Cultura" ясно розпадається на чотири частини  :  
- "Вступ" (гл. 1 - 9),
- "Технічний розділ" (гл. 10 - 22),
- "Календарний" (розбитий на три розділи: "Осінь", "Зима" та "Весна") (гл. 23 - 53)
- і на останню - заключну, яку зазвичай називають "Домівництвом" (гл. 54 - 162)

У вступній частині автор дає загальні поради щодо придбання вілли, її ідеальної структури та розташування. Катон мав за ідеальний маєток такий, що був приналежний до праці та землеробства, і, взагалі, сільського господарства. 
Крім цього, автор велику увагу приділяє організації праці на віллі. За Катоном, господар повинен був, в основному займатись бухгалтерією, а також перевіряти робітників та худобу. Основною задачою вілліка було контролювати працю рабів: наказувати винних, контролювати їх стан та т.п.  Раби, як необхідна частина сільськогосподарських процесів на віллі, повинні були бути відповідальними за трудомістку роботу, таку як орання полів, розсаджування культур та збір врожаю. Незважаючи на те, що Катон наказував дбати про добробут рабів, він також твердо вірив у ідею, що раби - власність, і тому їх можна купувати і продавати, як будь-який інший товар.
У «Технічному розділі» Катон описує аспекти роботи, що проводиться на віллі, такі як обладнання саду, будування вілли, будування інструментів для виготовлення вина. 
«Календарний» розділ представлений рядом порад щодо удобрення ґрунту,  догляду за рослинами(пересадка, обрізання та т.п. ) , в залежності від особливостей кожної пори року. Саме в цій частині вказано відомий рецепт vinum Graecum( вино «по-грецьки») - технічний термін для вина, приготовленого з додаванням солі або морської води.
Секція "Домівництво" була притаманна для багатьох агрономічних творів. Вона закінчувала сільськогосподарські праці як свого роду нагорода і висновок: у цій домашній забезпеченості господар бачив результати своїх праць. Катон висвітлив в цій частині деякі техніки виноробства та маслоробства, особливо наполягав на використанні масляних відходів як драгоцінного матеріалу, яким господарі нехтують. Також він помістив в «Домівництво» різні обряди та молитви, адже «без божественної допомоги давній італієць не думав про господарство» 

## Захист фермерства
У вступі Катона порівнюється землеробство з іншими поширеними видами діяльності того часу, зокрема з торгівлею та лихварством. Він критикує обидва: перше на основі небезпеки та невизначеності, які воно несе в собі, друге тому, що згідно з Дванадцятьма таблицями, лихвар вважається гіршим злочинцем, ніж злодій . Катон порівнює ці справи з землеробством, яке він вихваляє як джерело хороших громадян і воїнів, багатства і високих моральних цінностей .
"De agri cultura" містить багато інформації про створення та догляд за виноградниками, включно з інформацією про рабів, які допомагали їх підтримувати. Після того як численні землевласники в Римі прочитали прозу Катона в цей час, Рим почав виробляти вино у великих масштабах. Багато з нових виноградників займали шістдесят акрів, і через їхні великі розміри для безперебійного виробництва вина було потрібно ще більше рабів.

## Рецепти сільськогосподарської продукції
Один розділ складається з рецептів фермерських продуктів. До них належать:
Імітація кносского вина
перший записаний рецепт vinum Graecum (грецького вина), що імітує стиль грецького вина з сильними смаками (приготовленого з додаванням солі або морської води), яке раніше імпортувалося до римської Італії. 
рецепти savillum, libum and placenta, випічки, схожої на сирник.

## Манускріпти
Усі рукописи трактату Катона також містять копію однойменного есе Варрона. Генріх Кейл показали, що існуючі рукописи прямо чи опосередковано походять від давно втраченого рукопису під назвою Marcianus, який колись знаходився в Національній бібліотеці святого Марка у Венеції та описаний Петром Ветторі як liber antiquissimus et fidelissimus («найдавніша та найвірніша книга»). Найстарішим із існуючих рукописом є Codex Parisinus 6842, написаний в Італії в якийсь момент до кінця 12 століття. Editionio princeps було надруковано у Венеції в 1472 році; Зіставлення Марціана Анджело Політіаном зі своїм примірником цього першого видання вважається важливим свідченням оригінальності тексту.

## Вплив
«De Agri Cultura» Катона вплинула на боротьбу проти знаті, яка була піданна сильному впливу еллінської культури, проти фінансово-лихварських операцій банкірів та інших представників вищого майнового стану «вершників», проти захвату знаттю державних земель .
Праця Катона послужила основою для пізніших сільськогосподарських трактатів і вплинула на багато наступних робіт на цю тему. Його наголос на практичності та простоті ведення сільського господарства створив прецедент для майбутніх сільськогосподарських робіт. Наприклад, у трактаті «De Re Rustica» римського письменника Колумелли та в середньовічному сільськогосподарському посібнику «Геопоніки» простежуються ідеї Катона. Особливо часто його цитує Пліній Старший в своєму трактаті «Природнича історія».